# Robert Patrick
Robert Patrick (rodným jménem Robert Hammond Patrick Jr.; * 5. listopadu 1958, Marietta, Georgie, USA) je americký herec známý například z filmů Nepřítel pod ochranou, Walk the Line, Okrsek 49 nebo především jako T-1000 z Terminátor 2: Den zúčtování. Mimo to hrál i v seriálu Akta X v sedmé, osmé a deváté sérii. Většinou ztvární záporné postavy a za své herecké výkony byl čtyřikrát nominován na cenu Saturn.

## Život

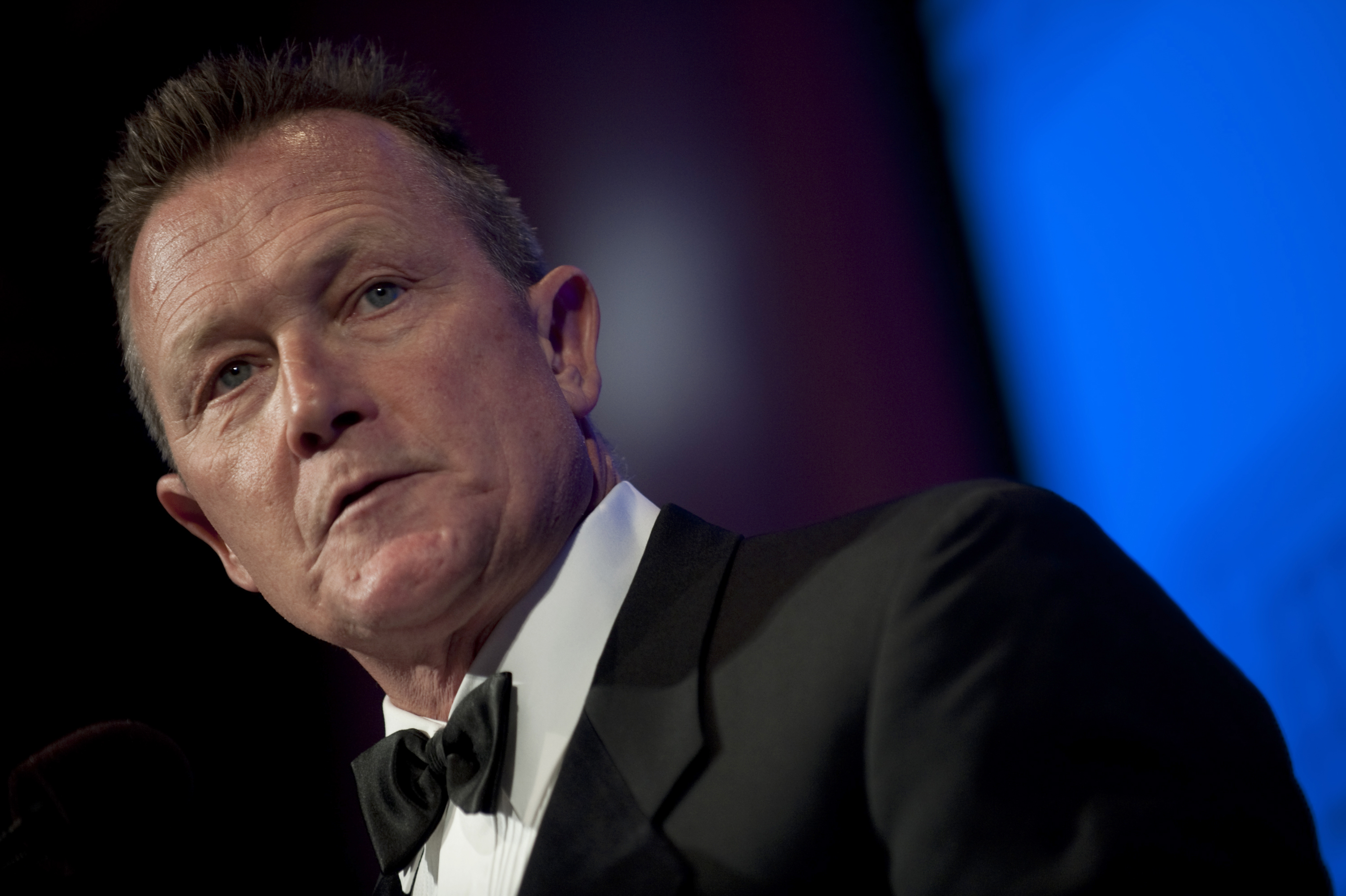
Robert Patrick (2009)

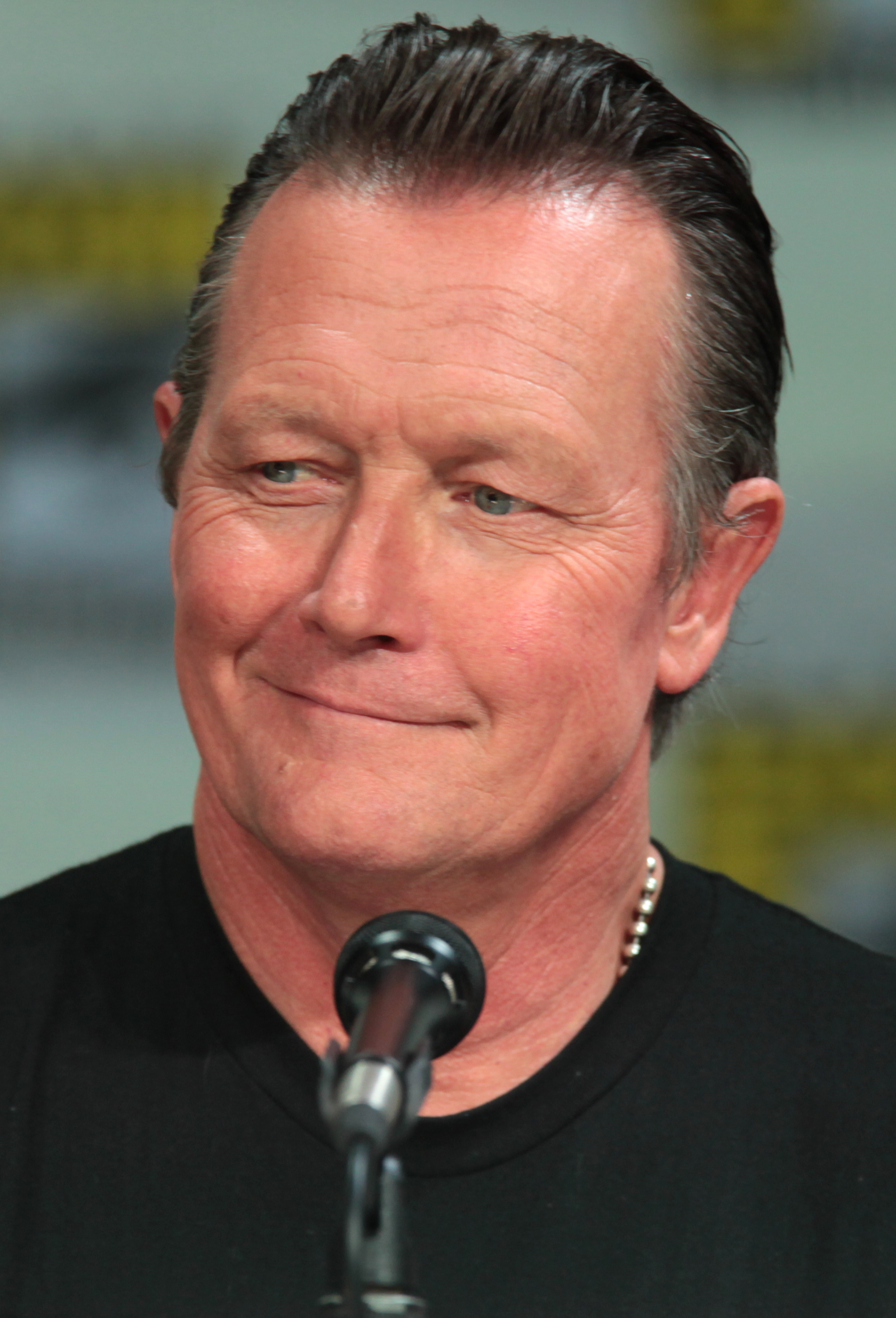
Robert Patrick na konferenci seriálu Tým Škorpion na San Diego Comic Conu (2014)

Robert Patrick se narodil ve městě Marietta v americké Georgii 5. listopadu 1958. Jeho rodiče Nadine a bankéř Robert Patrick Sr. poté měli ještě čtyři mladší děti: Richarda, který je frontmanem rockové kapely Filter a bývalým kytaristou Nine Inch Nails, Cheri, Karen a Lewise. Své dětství strávil na předměstí Clevelandu v Bay Village, avšak jeho rodina se často stěhovala, takže pobýval i v Bostonu, Atlantě, Detroitu nebo Daytonu.
Roku 1977 absolvoval střední školu Farmington High School ve Farmingtonu v Michiganu a o herectví se začal zajímat až po dostudování. Právě kvůli zájmu o herectví nakonec ještě před ukončením studií opustil univerzitu Bowling Green State University. Stal se malířem pokojů, kterým byl až do roku 1984, kdy se na lodi plavil s přáteli několik mil od pobřeží Clevelandu na Erijském jezeře a loď se rozpadla. Tři hodiny plaval k pobřeží a poté se ještě vrátil pro své přátele, kteří na lodi zůstali. Tehdy šestadvacetiletý Robert Patrick se z Ohia přestěhoval do Los Angeles v Kalifornii a začal se živit jako barman, přičemž nová profese ho ne vždy uživila a částečně se z něj tak stal bezdomovec. V rozhovoru pro magazín Ability se později přiznal, že byl v té době drogově závislý a navíc alkoholik.
24. listopadu 1991 se Robert Patrick oženil s herečkou Barbarou Hooperovou (*1961). Pár se společně objevil například v Aktech X. nebo ve filmu z roku 1995 Zero Tolerance. Mají spolu dvě děti: dceru Austin (*1997) a syna Samuela (*2000).
Pravidelně se účastní charitativní motocyklové akce Love Ride, která se koná každoročně v Jižní Kalifornii a je prezidentem neziskové organizaci Boozefighters, která podporuje veterány, děti a chudé lidi.

## Kariéra

### Začátky ve filmu
V roce 1990 získal malou roli ve filmu Smrtonosná past 2 v hlavní roli s Brucem Willisem a později následovali i další méně významné role. Zlom přišel roku 1991, kdy se ho James Cameron rozhodl obsadit do snímku Terminátor 2: Den zúčtování jako hlavní zápornou postavu: T-1000. Natáčení Terminátora změnilo jeho život a prakticky i nastartovalo celou Patrickovu filmovou kariéru.
Roku 1992 získal roli ve filmu Poslední akční hrdina a následovalo i několik dalších větších rolí. Díky jeho znalosti bojových umění si v roce 1994 zahrál rovnou ve dvou filmech: Hong Kong '97 a Dvojitý drak. V roce 1993 si Chris Carter, tvůrce Akt-X, Patricka poprvé všiml ve snímku Oheň v oblacích a když v 7. sérii David Duchovny přestal v seriálu účinkovat, Carter se rozhodl Roberta Patricka kontaktovat a nabídl mu roli Johna Doggetta. Patrick roli přijal, ale po odchodu Davida Duchovnyho ze seriálu brzy hodnocení kleslo a po dalších dvou sériích byl seriál úplně ukončen.

### 2000–současnost
V roce 2000 si zahrál ve třech epizodách seriálu Rodina Sopránů (Št'astný poutník, Krach, Panoptikum) jako David Scatino. O čtyři roky později se objevil v dalším seriálu: jako Marshall Sumner v pilotní epizodě seriálu Hvězdná brána: Atlantida.
2001 ztvárnil roli Roberta Rodrigueze ve filmu Spy Kids: Špioni v akci, v hlavní roli s Darylem Sabarou a Alexou PenaVega. Roku 2005 získal roli v oscarovém snímku Walk the Line, kde ztvárnil Raye Cashe, otce hlavního hrdiny Johna Cashe (pro něhož byl předlohou skutečný Johnny Cash). Rok nato získal roli hlavního trenéra Ricka Tolleye ve filmu Návrat na vrchol. Ještě roku 2006 si zahrál s Harrisonem Fordem v krimi filmu Firewall od režiséra Richarda Loncraina. Mimo to se věnoval i dabingu: ve třetí sérii animovaného seriálu Avatar: Legenda o Aangovi namluvil postavu mistra Piandaa.
Mezi lety 2012 až 2014 ztvárnil hlavní roli Jacksona Herveauxe v americkém seriálu Pravá krev. Mimo to od roku 2014 hraje postavu agenta Caba Galla v televizním seriálu Tým Škorpion. 28. března 2017 bylo oznámeno, že se objeví i v připravovaném seriálu od Amazon Video Lore.

## Filmografie
| Rok   | Název                                    | Režisér                                   | Role                       | Poznámky                    |
| ----- | ---------------------------------------- | ----------------------------------------- | -------------------------- | --------------------------- |
| 1990  | Smrtonosná past 2                        | Renny Harlin                              | O'Reilly                   |                             |
| 1991  | Terminátor 2: Den zúčtování              | James Cameron                             | T-1000                     |                             |
| 1992  | Poslední akční hrdina                    | John McTiernan                            | T-1000                     |                             |
| 1993  | Oheň v oblacích                          | Robert Lieberman                          | Mike Rogers                |                             |
| 1994  | Hong Kong '97                            | Albert Pyun                               | Reginald Cameron           |                             |
| 1994  | Dvojitý drak                             | James Yukich                              | Koga Shuko                 |                             |
| 1996  | T2 3-D: Battle Across Time               | Stan Winston • James Cameron • John Bruno | T-1000                     |                             |
| 1996  | Striptýz                                 | Andrew Bergman                            | Darrell Grant              |                             |
| 1997  | Země policajtů                           | James Mangold                             | Jack Rucker                |                             |
| 1997  | Vítejte v Rosewood                       | John Singleton                            | Fannyin milenec            |                             |
| 1998  | Taktický útok                            | Mark Griffiths                            | Plukovník Lee Banning      |                             |
| 1998  | Fakulta                                  | Robert Rodriguez                          | Trenér Joe Willis          |                             |
| 1999  | Od soumraku do úsvitu 2                  | Scott Spiegel                             | Buck                       |                             |
| 2000  | Krása divokých koní                      | Billy Bob Thornton                        | Buck                       |                             |
| 2001  | Texas Rangers                            | Steve Miner                               | Seržant John Armstrong     |                             |
| 2001  | Spy Kids: Špioni v akci                  | Robert Rodriguez                          | Pan Lisp                   |                             |
| 2002  | The Hire: Ticker                         | Joe Carnahan                              | Agent FBI                  | Krátkometrážní Nekreditován |
| 2002  | D-Tox                                    | Jim Gillespie                             | Peter Noah                 |                             |
| 2003  | Charlieho andílci: Na plný pecky         | McG                                       | Ray Carter                 |                             |
| 2004  | Okrsek 49                                | Jay Russell                               | Lenny Richter              |                             |
| 2005  | Walk the Line                            | James Mangold                             | Ray Cash                   |                             |
| 2006  | Voják                                    | John Bonito                               | Rome                       |                             |
| 2006  | Vlajky našich otců                       | Clint Eastwood                            | Plukovník Chandler Johnson |                             |
| 2006  | Návrat na vrchol                         | McG                                       | Hlavní trenér Rick Tolley  |                             |
| 2006  | Firewall                                 | Richard Loncraine                         | Gary Mitchell              |                             |
| 2007  | Skóruj!                                  | Robert Ben Garant                         | Seržant Pete Daytona       |                             |
| 2007  | Most do země Terabithia                  | Gábor Csupó                               | Jack Aarons                |                             |
| 2008  | Skandály ze života zvířat                | Fred Wolf                                 | Gus Hayden                 |                             |
| 2008  | Cesta na Měsíc 3D                        | Ben Stassen                               | Louie                      |                             |
| 2008  | Autopsy                                  | Adam Gierasch                             | Doktor David Benway        |                             |
| 2009  | Muži, co zírají na kozy                  | Grant Heslov                              | Todd Nixon                 |                             |
| 2011  | S.W.A.T.: Pod palbou                     | Benny Boom                                | Walter Hatch               |                             |
| 2012  | Zpátky ve hře                            | Robert Lorenz                             | Vince                      |                             |
| 2012  | Nepřítel pod ochranou                    | Daniel Espinosa                           | Daniel Kiefer              |                             |
| 2013  | Z cizího krev neteče                     | Seth Gordon                               | Skiptracer                 |                             |
| 2013  | Lovelace: Pravdivá zpověď královny porna | Rob Epstein • Jeffrey Friedman            | John Boreman               |                             |
| 2013  | Gangster Squad – Lovci mafie             | Ruben Fleischer                           | Max Kennard                |                             |
| 2014  | Smrt čmuchala                            | Michael Cuesta                            | Ronald J. Quail            |                             |
| 2014  | OUTsideři                                | Gren Wells                                | Robert                     |                             |
| 2014  | Nekonečná láska                          | Shana Feste                               | Harry Elliot               |                             |
| 2019  | Ztracená minulost                        |                                           | Bing Walsh                 |                             |
| 2019  | Prací automat                            |                                           | Richard Paris              |                             |
| 2020  | Pro balík prachů                         |                                           | Sam Baker                  |                             |
| 2021  | Zrozená pro pomstu                       |                                           | Billy                      |                             |
| 2022– | Peacemaker                               |                                           | Auggie Smith / Bílý drak   |                             |